# Sogatella kolophon
Sogatella kolophon är en insektsart som först beskrevs av George Willis Kirkaldy 1907.  Sogatella kolophon ingår i släktet Sogatella och familjen sporrstritar. Inga underarter finns listade i Catalogue of Life.